# Рухлис, Ефим Наумович
Ефи́м Нау́мович (Ха́им На́хманович) Ру́хлис (9 апреля 1925, Ананьев, Молдавская АССР — 5 февраля 2006 , Беэр-Шева, Израиль) — израильский, ранее советский, шахматный композитор; мастер спорта СССР (1961), международный арбитр по шахматной композиции (1956), мастер ФИДЕ по шахматной композиции (1990). Основная профессия: инженер-железнодорожник.

## Биография
Родился в религиозной семье. Отец работал переплётчиком. Окончил хедер и восьмилетнюю школу, где преподавание велось на идиш. В 1941 году семья эвакуировалась в Ташкент, где Ефим окончил Институт инженеров железнодорожного транспорта. Работал в Магнитогорске и Чарджоу.
Первую задачу опубликовал в 12 лет. С 1937 года опубликовал около 170 задач (большинство из них — двухходовки). Финалист 10 личных чемпионатов СССР (1947—1984); в 1-м чемпионате (1947) занял 2-е место по двухходовкам; 3-е место в 1959 году. На конкурсах удостоен 125 отличий, в том числе 60 призов (30 первых). Имел 22,33 балла в Альбомах ФИДЕ. Автор задачной темы, носящей его имя (1946 год). Был главным арбитром многих всесоюзных и международных конкурсов. Лучшие композиции Рухлиса отличают глубина замысла, высокое техническое мастерство.
С 1990 года Рухлис с двумя дочерьми переселился в Израиль, жил сначала в Иерусалиме, позднее в Петах-Тикве и Беэр-Шеве. Оставил четырёх внуков и пятерых правнуков.

## Задачи
|   | a | b | c | d | e | f | g | h |   |
| - | --- | --- | --- | --- | --- | --- | --- | --- | - |
| 8 | b8 чёрная ладья · d7 белый слон · f7 чёрная пешка · h7 чёрный ферзь · b6 чёрная пешка · d6 белый конь · f6 белая ладья · h6 чёрная ладья · c5 чёрная пешка · d5 чёрный король · a4 белая ладья · d3 чёрная пешка · g3 белый ферзь · a2 белый король · c2 белая пешка · a1 чёрный слон | b8 чёрная ладья · d7 белый слон · f7 чёрная пешка · h7 чёрный ферзь · b6 чёрная пешка · d6 белый конь · f6 белая ладья · h6 чёрная ладья · c5 чёрная пешка · d5 чёрный король · a4 белая ладья · d3 чёрная пешка · g3 белый ферзь · a2 белый король · c2 белая пешка · a1 чёрный слон | b8 чёрная ладья · d7 белый слон · f7 чёрная пешка · h7 чёрный ферзь · b6 чёрная пешка · d6 белый конь · f6 белая ладья · h6 чёрная ладья · c5 чёрная пешка · d5 чёрный король · a4 белая ладья · d3 чёрная пешка · g3 белый ферзь · a2 белый король · c2 белая пешка · a1 чёрный слон | b8 чёрная ладья · d7 белый слон · f7 чёрная пешка · h7 чёрный ферзь · b6 чёрная пешка · d6 белый конь · f6 белая ладья · h6 чёрная ладья · c5 чёрная пешка · d5 чёрный король · a4 белая ладья · d3 чёрная пешка · g3 белый ферзь · a2 белый король · c2 белая пешка · a1 чёрный слон | b8 чёрная ладья · d7 белый слон · f7 чёрная пешка · h7 чёрный ферзь · b6 чёрная пешка · d6 белый конь · f6 белая ладья · h6 чёрная ладья · c5 чёрная пешка · d5 чёрный король · a4 белая ладья · d3 чёрная пешка · g3 белый ферзь · a2 белый король · c2 белая пешка · a1 чёрный слон | b8 чёрная ладья · d7 белый слон · f7 чёрная пешка · h7 чёрный ферзь · b6 чёрная пешка · d6 белый конь · f6 белая ладья · h6 чёрная ладья · c5 чёрная пешка · d5 чёрный король · a4 белая ладья · d3 чёрная пешка · g3 белый ферзь · a2 белый король · c2 белая пешка · a1 чёрный слон | b8 чёрная ладья · d7 белый слон · f7 чёрная пешка · h7 чёрный ферзь · b6 чёрная пешка · d6 белый конь · f6 белая ладья · h6 чёрная ладья · c5 чёрная пешка · d5 чёрный король · a4 белая ладья · d3 чёрная пешка · g3 белый ферзь · a2 белый король · c2 белая пешка · a1 чёрный слон | b8 чёрная ладья · d7 белый слон · f7 чёрная пешка · h7 чёрный ферзь · b6 чёрная пешка · d6 белый конь · f6 белая ладья · h6 чёрная ладья · c5 чёрная пешка · d5 чёрный король · a4 белая ладья · d3 чёрная пешка · g3 белый ферзь · a2 белый король · c2 белая пешка · a1 чёрный слон | 8 |
| 7 | b8 чёрная ладья · d7 белый слон · f7 чёрная пешка · h7 чёрный ферзь · b6 чёрная пешка · d6 белый конь · f6 белая ладья · h6 чёрная ладья · c5 чёрная пешка · d5 чёрный король · a4 белая ладья · d3 чёрная пешка · g3 белый ферзь · a2 белый король · c2 белая пешка · a1 чёрный слон | b8 чёрная ладья · d7 белый слон · f7 чёрная пешка · h7 чёрный ферзь · b6 чёрная пешка · d6 белый конь · f6 белая ладья · h6 чёрная ладья · c5 чёрная пешка · d5 чёрный король · a4 белая ладья · d3 чёрная пешка · g3 белый ферзь · a2 белый король · c2 белая пешка · a1 чёрный слон | b8 чёрная ладья · d7 белый слон · f7 чёрная пешка · h7 чёрный ферзь · b6 чёрная пешка · d6 белый конь · f6 белая ладья · h6 чёрная ладья · c5 чёрная пешка · d5 чёрный король · a4 белая ладья · d3 чёрная пешка · g3 белый ферзь · a2 белый король · c2 белая пешка · a1 чёрный слон | b8 чёрная ладья · d7 белый слон · f7 чёрная пешка · h7 чёрный ферзь · b6 чёрная пешка · d6 белый конь · f6 белая ладья · h6 чёрная ладья · c5 чёрная пешка · d5 чёрный король · a4 белая ладья · d3 чёрная пешка · g3 белый ферзь · a2 белый король · c2 белая пешка · a1 чёрный слон | b8 чёрная ладья · d7 белый слон · f7 чёрная пешка · h7 чёрный ферзь · b6 чёрная пешка · d6 белый конь · f6 белая ладья · h6 чёрная ладья · c5 чёрная пешка · d5 чёрный король · a4 белая ладья · d3 чёрная пешка · g3 белый ферзь · a2 белый король · c2 белая пешка · a1 чёрный слон | b8 чёрная ладья · d7 белый слон · f7 чёрная пешка · h7 чёрный ферзь · b6 чёрная пешка · d6 белый конь · f6 белая ладья · h6 чёрная ладья · c5 чёрная пешка · d5 чёрный король · a4 белая ладья · d3 чёрная пешка · g3 белый ферзь · a2 белый король · c2 белая пешка · a1 чёрный слон | b8 чёрная ладья · d7 белый слон · f7 чёрная пешка · h7 чёрный ферзь · b6 чёрная пешка · d6 белый конь · f6 белая ладья · h6 чёрная ладья · c5 чёрная пешка · d5 чёрный король · a4 белая ладья · d3 чёрная пешка · g3 белый ферзь · a2 белый король · c2 белая пешка · a1 чёрный слон | b8 чёрная ладья · d7 белый слон · f7 чёрная пешка · h7 чёрный ферзь · b6 чёрная пешка · d6 белый конь · f6 белая ладья · h6 чёрная ладья · c5 чёрная пешка · d5 чёрный король · a4 белая ладья · d3 чёрная пешка · g3 белый ферзь · a2 белый король · c2 белая пешка · a1 чёрный слон | 7 |
| 6 | b8 чёрная ладья · d7 белый слон · f7 чёрная пешка · h7 чёрный ферзь · b6 чёрная пешка · d6 белый конь · f6 белая ладья · h6 чёрная ладья · c5 чёрная пешка · d5 чёрный король · a4 белая ладья · d3 чёрная пешка · g3 белый ферзь · a2 белый король · c2 белая пешка · a1 чёрный слон | b8 чёрная ладья · d7 белый слон · f7 чёрная пешка · h7 чёрный ферзь · b6 чёрная пешка · d6 белый конь · f6 белая ладья · h6 чёрная ладья · c5 чёрная пешка · d5 чёрный король · a4 белая ладья · d3 чёрная пешка · g3 белый ферзь · a2 белый король · c2 белая пешка · a1 чёрный слон | b8 чёрная ладья · d7 белый слон · f7 чёрная пешка · h7 чёрный ферзь · b6 чёрная пешка · d6 белый конь · f6 белая ладья · h6 чёрная ладья · c5 чёрная пешка · d5 чёрный король · a4 белая ладья · d3 чёрная пешка · g3 белый ферзь · a2 белый король · c2 белая пешка · a1 чёрный слон | b8 чёрная ладья · d7 белый слон · f7 чёрная пешка · h7 чёрный ферзь · b6 чёрная пешка · d6 белый конь · f6 белая ладья · h6 чёрная ладья · c5 чёрная пешка · d5 чёрный король · a4 белая ладья · d3 чёрная пешка · g3 белый ферзь · a2 белый король · c2 белая пешка · a1 чёрный слон | b8 чёрная ладья · d7 белый слон · f7 чёрная пешка · h7 чёрный ферзь · b6 чёрная пешка · d6 белый конь · f6 белая ладья · h6 чёрная ладья · c5 чёрная пешка · d5 чёрный король · a4 белая ладья · d3 чёрная пешка · g3 белый ферзь · a2 белый король · c2 белая пешка · a1 чёрный слон | b8 чёрная ладья · d7 белый слон · f7 чёрная пешка · h7 чёрный ферзь · b6 чёрная пешка · d6 белый конь · f6 белая ладья · h6 чёрная ладья · c5 чёрная пешка · d5 чёрный король · a4 белая ладья · d3 чёрная пешка · g3 белый ферзь · a2 белый король · c2 белая пешка · a1 чёрный слон | b8 чёрная ладья · d7 белый слон · f7 чёрная пешка · h7 чёрный ферзь · b6 чёрная пешка · d6 белый конь · f6 белая ладья · h6 чёрная ладья · c5 чёрная пешка · d5 чёрный король · a4 белая ладья · d3 чёрная пешка · g3 белый ферзь · a2 белый король · c2 белая пешка · a1 чёрный слон | b8 чёрная ладья · d7 белый слон · f7 чёрная пешка · h7 чёрный ферзь · b6 чёрная пешка · d6 белый конь · f6 белая ладья · h6 чёрная ладья · c5 чёрная пешка · d5 чёрный король · a4 белая ладья · d3 чёрная пешка · g3 белый ферзь · a2 белый король · c2 белая пешка · a1 чёрный слон | 6 |
| 5 | b8 чёрная ладья · d7 белый слон · f7 чёрная пешка · h7 чёрный ферзь · b6 чёрная пешка · d6 белый конь · f6 белая ладья · h6 чёрная ладья · c5 чёрная пешка · d5 чёрный король · a4 белая ладья · d3 чёрная пешка · g3 белый ферзь · a2 белый король · c2 белая пешка · a1 чёрный слон | b8 чёрная ладья · d7 белый слон · f7 чёрная пешка · h7 чёрный ферзь · b6 чёрная пешка · d6 белый конь · f6 белая ладья · h6 чёрная ладья · c5 чёрная пешка · d5 чёрный король · a4 белая ладья · d3 чёрная пешка · g3 белый ферзь · a2 белый король · c2 белая пешка · a1 чёрный слон | b8 чёрная ладья · d7 белый слон · f7 чёрная пешка · h7 чёрный ферзь · b6 чёрная пешка · d6 белый конь · f6 белая ладья · h6 чёрная ладья · c5 чёрная пешка · d5 чёрный король · a4 белая ладья · d3 чёрная пешка · g3 белый ферзь · a2 белый король · c2 белая пешка · a1 чёрный слон | b8 чёрная ладья · d7 белый слон · f7 чёрная пешка · h7 чёрный ферзь · b6 чёрная пешка · d6 белый конь · f6 белая ладья · h6 чёрная ладья · c5 чёрная пешка · d5 чёрный король · a4 белая ладья · d3 чёрная пешка · g3 белый ферзь · a2 белый король · c2 белая пешка · a1 чёрный слон | b8 чёрная ладья · d7 белый слон · f7 чёрная пешка · h7 чёрный ферзь · b6 чёрная пешка · d6 белый конь · f6 белая ладья · h6 чёрная ладья · c5 чёрная пешка · d5 чёрный король · a4 белая ладья · d3 чёрная пешка · g3 белый ферзь · a2 белый король · c2 белая пешка · a1 чёрный слон | b8 чёрная ладья · d7 белый слон · f7 чёрная пешка · h7 чёрный ферзь · b6 чёрная пешка · d6 белый конь · f6 белая ладья · h6 чёрная ладья · c5 чёрная пешка · d5 чёрный король · a4 белая ладья · d3 чёрная пешка · g3 белый ферзь · a2 белый король · c2 белая пешка · a1 чёрный слон | b8 чёрная ладья · d7 белый слон · f7 чёрная пешка · h7 чёрный ферзь · b6 чёрная пешка · d6 белый конь · f6 белая ладья · h6 чёрная ладья · c5 чёрная пешка · d5 чёрный король · a4 белая ладья · d3 чёрная пешка · g3 белый ферзь · a2 белый король · c2 белая пешка · a1 чёрный слон | b8 чёрная ладья · d7 белый слон · f7 чёрная пешка · h7 чёрный ферзь · b6 чёрная пешка · d6 белый конь · f6 белая ладья · h6 чёрная ладья · c5 чёрная пешка · d5 чёрный король · a4 белая ладья · d3 чёрная пешка · g3 белый ферзь · a2 белый король · c2 белая пешка · a1 чёрный слон | 5 |
| 4 | b8 чёрная ладья · d7 белый слон · f7 чёрная пешка · h7 чёрный ферзь · b6 чёрная пешка · d6 белый конь · f6 белая ладья · h6 чёрная ладья · c5 чёрная пешка · d5 чёрный король · a4 белая ладья · d3 чёрная пешка · g3 белый ферзь · a2 белый король · c2 белая пешка · a1 чёрный слон | b8 чёрная ладья · d7 белый слон · f7 чёрная пешка · h7 чёрный ферзь · b6 чёрная пешка · d6 белый конь · f6 белая ладья · h6 чёрная ладья · c5 чёрная пешка · d5 чёрный король · a4 белая ладья · d3 чёрная пешка · g3 белый ферзь · a2 белый король · c2 белая пешка · a1 чёрный слон | b8 чёрная ладья · d7 белый слон · f7 чёрная пешка · h7 чёрный ферзь · b6 чёрная пешка · d6 белый конь · f6 белая ладья · h6 чёрная ладья · c5 чёрная пешка · d5 чёрный король · a4 белая ладья · d3 чёрная пешка · g3 белый ферзь · a2 белый король · c2 белая пешка · a1 чёрный слон | b8 чёрная ладья · d7 белый слон · f7 чёрная пешка · h7 чёрный ферзь · b6 чёрная пешка · d6 белый конь · f6 белая ладья · h6 чёрная ладья · c5 чёрная пешка · d5 чёрный король · a4 белая ладья · d3 чёрная пешка · g3 белый ферзь · a2 белый король · c2 белая пешка · a1 чёрный слон | b8 чёрная ладья · d7 белый слон · f7 чёрная пешка · h7 чёрный ферзь · b6 чёрная пешка · d6 белый конь · f6 белая ладья · h6 чёрная ладья · c5 чёрная пешка · d5 чёрный король · a4 белая ладья · d3 чёрная пешка · g3 белый ферзь · a2 белый король · c2 белая пешка · a1 чёрный слон | b8 чёрная ладья · d7 белый слон · f7 чёрная пешка · h7 чёрный ферзь · b6 чёрная пешка · d6 белый конь · f6 белая ладья · h6 чёрная ладья · c5 чёрная пешка · d5 чёрный король · a4 белая ладья · d3 чёрная пешка · g3 белый ферзь · a2 белый король · c2 белая пешка · a1 чёрный слон | b8 чёрная ладья · d7 белый слон · f7 чёрная пешка · h7 чёрный ферзь · b6 чёрная пешка · d6 белый конь · f6 белая ладья · h6 чёрная ладья · c5 чёрная пешка · d5 чёрный король · a4 белая ладья · d3 чёрная пешка · g3 белый ферзь · a2 белый король · c2 белая пешка · a1 чёрный слон | b8 чёрная ладья · d7 белый слон · f7 чёрная пешка · h7 чёрный ферзь · b6 чёрная пешка · d6 белый конь · f6 белая ладья · h6 чёрная ладья · c5 чёрная пешка · d5 чёрный король · a4 белая ладья · d3 чёрная пешка · g3 белый ферзь · a2 белый король · c2 белая пешка · a1 чёрный слон | 4 |
| 3 | b8 чёрная ладья · d7 белый слон · f7 чёрная пешка · h7 чёрный ферзь · b6 чёрная пешка · d6 белый конь · f6 белая ладья · h6 чёрная ладья · c5 чёрная пешка · d5 чёрный король · a4 белая ладья · d3 чёрная пешка · g3 белый ферзь · a2 белый король · c2 белая пешка · a1 чёрный слон | b8 чёрная ладья · d7 белый слон · f7 чёрная пешка · h7 чёрный ферзь · b6 чёрная пешка · d6 белый конь · f6 белая ладья · h6 чёрная ладья · c5 чёрная пешка · d5 чёрный король · a4 белая ладья · d3 чёрная пешка · g3 белый ферзь · a2 белый король · c2 белая пешка · a1 чёрный слон | b8 чёрная ладья · d7 белый слон · f7 чёрная пешка · h7 чёрный ферзь · b6 чёрная пешка · d6 белый конь · f6 белая ладья · h6 чёрная ладья · c5 чёрная пешка · d5 чёрный король · a4 белая ладья · d3 чёрная пешка · g3 белый ферзь · a2 белый король · c2 белая пешка · a1 чёрный слон | b8 чёрная ладья · d7 белый слон · f7 чёрная пешка · h7 чёрный ферзь · b6 чёрная пешка · d6 белый конь · f6 белая ладья · h6 чёрная ладья · c5 чёрная пешка · d5 чёрный король · a4 белая ладья · d3 чёрная пешка · g3 белый ферзь · a2 белый король · c2 белая пешка · a1 чёрный слон | b8 чёрная ладья · d7 белый слон · f7 чёрная пешка · h7 чёрный ферзь · b6 чёрная пешка · d6 белый конь · f6 белая ладья · h6 чёрная ладья · c5 чёрная пешка · d5 чёрный король · a4 белая ладья · d3 чёрная пешка · g3 белый ферзь · a2 белый король · c2 белая пешка · a1 чёрный слон | b8 чёрная ладья · d7 белый слон · f7 чёрная пешка · h7 чёрный ферзь · b6 чёрная пешка · d6 белый конь · f6 белая ладья · h6 чёрная ладья · c5 чёрная пешка · d5 чёрный король · a4 белая ладья · d3 чёрная пешка · g3 белый ферзь · a2 белый король · c2 белая пешка · a1 чёрный слон | b8 чёрная ладья · d7 белый слон · f7 чёрная пешка · h7 чёрный ферзь · b6 чёрная пешка · d6 белый конь · f6 белая ладья · h6 чёрная ладья · c5 чёрная пешка · d5 чёрный король · a4 белая ладья · d3 чёрная пешка · g3 белый ферзь · a2 белый король · c2 белая пешка · a1 чёрный слон | b8 чёрная ладья · d7 белый слон · f7 чёрная пешка · h7 чёрный ферзь · b6 чёрная пешка · d6 белый конь · f6 белая ладья · h6 чёрная ладья · c5 чёрная пешка · d5 чёрный король · a4 белая ладья · d3 чёрная пешка · g3 белый ферзь · a2 белый король · c2 белая пешка · a1 чёрный слон | 3 |
| 2 | b8 чёрная ладья · d7 белый слон · f7 чёрная пешка · h7 чёрный ферзь · b6 чёрная пешка · d6 белый конь · f6 белая ладья · h6 чёрная ладья · c5 чёрная пешка · d5 чёрный король · a4 белая ладья · d3 чёрная пешка · g3 белый ферзь · a2 белый король · c2 белая пешка · a1 чёрный слон | b8 чёрная ладья · d7 белый слон · f7 чёрная пешка · h7 чёрный ферзь · b6 чёрная пешка · d6 белый конь · f6 белая ладья · h6 чёрная ладья · c5 чёрная пешка · d5 чёрный король · a4 белая ладья · d3 чёрная пешка · g3 белый ферзь · a2 белый король · c2 белая пешка · a1 чёрный слон | b8 чёрная ладья · d7 белый слон · f7 чёрная пешка · h7 чёрный ферзь · b6 чёрная пешка · d6 белый конь · f6 белая ладья · h6 чёрная ладья · c5 чёрная пешка · d5 чёрный король · a4 белая ладья · d3 чёрная пешка · g3 белый ферзь · a2 белый король · c2 белая пешка · a1 чёрный слон | b8 чёрная ладья · d7 белый слон · f7 чёрная пешка · h7 чёрный ферзь · b6 чёрная пешка · d6 белый конь · f6 белая ладья · h6 чёрная ладья · c5 чёрная пешка · d5 чёрный король · a4 белая ладья · d3 чёрная пешка · g3 белый ферзь · a2 белый король · c2 белая пешка · a1 чёрный слон | b8 чёрная ладья · d7 белый слон · f7 чёрная пешка · h7 чёрный ферзь · b6 чёрная пешка · d6 белый конь · f6 белая ладья · h6 чёрная ладья · c5 чёрная пешка · d5 чёрный король · a4 белая ладья · d3 чёрная пешка · g3 белый ферзь · a2 белый король · c2 белая пешка · a1 чёрный слон | b8 чёрная ладья · d7 белый слон · f7 чёрная пешка · h7 чёрный ферзь · b6 чёрная пешка · d6 белый конь · f6 белая ладья · h6 чёрная ладья · c5 чёрная пешка · d5 чёрный король · a4 белая ладья · d3 чёрная пешка · g3 белый ферзь · a2 белый король · c2 белая пешка · a1 чёрный слон | b8 чёрная ладья · d7 белый слон · f7 чёрная пешка · h7 чёрный ферзь · b6 чёрная пешка · d6 белый конь · f6 белая ладья · h6 чёрная ладья · c5 чёрная пешка · d5 чёрный король · a4 белая ладья · d3 чёрная пешка · g3 белый ферзь · a2 белый король · c2 белая пешка · a1 чёрный слон | b8 чёрная ладья · d7 белый слон · f7 чёрная пешка · h7 чёрный ферзь · b6 чёрная пешка · d6 белый конь · f6 белая ладья · h6 чёрная ладья · c5 чёрная пешка · d5 чёрный король · a4 белая ладья · d3 чёрная пешка · g3 белый ферзь · a2 белый король · c2 белая пешка · a1 чёрный слон | 2 |
| 1 | b8 чёрная ладья · d7 белый слон · f7 чёрная пешка · h7 чёрный ферзь · b6 чёрная пешка · d6 белый конь · f6 белая ладья · h6 чёрная ладья · c5 чёрная пешка · d5 чёрный король · a4 белая ладья · d3 чёрная пешка · g3 белый ферзь · a2 белый король · c2 белая пешка · a1 чёрный слон | b8 чёрная ладья · d7 белый слон · f7 чёрная пешка · h7 чёрный ферзь · b6 чёрная пешка · d6 белый конь · f6 белая ладья · h6 чёрная ладья · c5 чёрная пешка · d5 чёрный король · a4 белая ладья · d3 чёрная пешка · g3 белый ферзь · a2 белый король · c2 белая пешка · a1 чёрный слон | b8 чёрная ладья · d7 белый слон · f7 чёрная пешка · h7 чёрный ферзь · b6 чёрная пешка · d6 белый конь · f6 белая ладья · h6 чёрная ладья · c5 чёрная пешка · d5 чёрный король · a4 белая ладья · d3 чёрная пешка · g3 белый ферзь · a2 белый король · c2 белая пешка · a1 чёрный слон | b8 чёрная ладья · d7 белый слон · f7 чёрная пешка · h7 чёрный ферзь · b6 чёрная пешка · d6 белый конь · f6 белая ладья · h6 чёрная ладья · c5 чёрная пешка · d5 чёрный король · a4 белая ладья · d3 чёрная пешка · g3 белый ферзь · a2 белый король · c2 белая пешка · a1 чёрный слон | b8 чёрная ладья · d7 белый слон · f7 чёрная пешка · h7 чёрный ферзь · b6 чёрная пешка · d6 белый конь · f6 белая ладья · h6 чёрная ладья · c5 чёрная пешка · d5 чёрный король · a4 белая ладья · d3 чёрная пешка · g3 белый ферзь · a2 белый король · c2 белая пешка · a1 чёрный слон | b8 чёрная ладья · d7 белый слон · f7 чёрная пешка · h7 чёрный ферзь · b6 чёрная пешка · d6 белый конь · f6 белая ладья · h6 чёрная ладья · c5 чёрная пешка · d5 чёрный король · a4 белая ладья · d3 чёрная пешка · g3 белый ферзь · a2 белый король · c2 белая пешка · a1 чёрный слон | b8 чёрная ладья · d7 белый слон · f7 чёрная пешка · h7 чёрный ферзь · b6 чёрная пешка · d6 белый конь · f6 белая ладья · h6 чёрная ладья · c5 чёрная пешка · d5 чёрный король · a4 белая ладья · d3 чёрная пешка · g3 белый ферзь · a2 белый король · c2 белая пешка · a1 чёрный слон | b8 чёрная ладья · d7 белый слон · f7 чёрная пешка · h7 чёрный ферзь · b6 чёрная пешка · d6 белый конь · f6 белая ладья · h6 чёрная ладья · c5 чёрная пешка · d5 чёрный король · a4 белая ладья · d3 чёрная пешка · g3 белый ферзь · a2 белый король · c2 белая пешка · a1 чёрный слон | 1 |
|   | a | b | c | d | e | f | g | h |   |

1.Кc4! (~ 2.Кe3#) 
 1. ... Крd4 2.Фe5# 
 1. ... Крe4 2.Ф:d3# 
 1. ... Сd4 2.Сc6# 
 1. ... Фe4 2.Фd6# 

Две пары вариантов с игрой чёрных фигур на освобождённые вступительным ходом поля.